# チャーリー・XCX
シャーロット・エマ・エイチスン（Charlotte Emma Aitchison、1992年8月2日 - ）は、チャーリー・XCX (Charli XCX) の芸名で知られるイギリスの女性シンガーソングライターである。

## 略歴
イギリスのケンブリッジ生まれのミックス。父親は英国人、母親はインド系ウガンダ人。14歳から歌作りを始めた。ビショップス・ストートフォード・カレッジ中退。2008年にマイスペースに自分の曲を上げたのをきっかけに、ロンドンのライブに出演するようになる。同年末にOrgy Musicからシングル曲「!Franchesckaar!」と「 Emelline/Art Bitch」をリリース。当初ロンドンのレイブで演奏していた。
2010年にアサイラム・レコードの音楽プロデューサー、ティム・ゴンザレスと契約し、2012年に『ハートブレイクス・アンド・アースクエイク』と『スーパー・ウルトラ』のミックステープをそれぞれ発表する。
2011年5月、ワーナー・ブラザース・レコードからのファーストシングル「Stay Away」をリリース、同年11月に発表された「Nuclear Seasons」がイギリス大手音楽雑誌Pitchforkからの注目を集める。

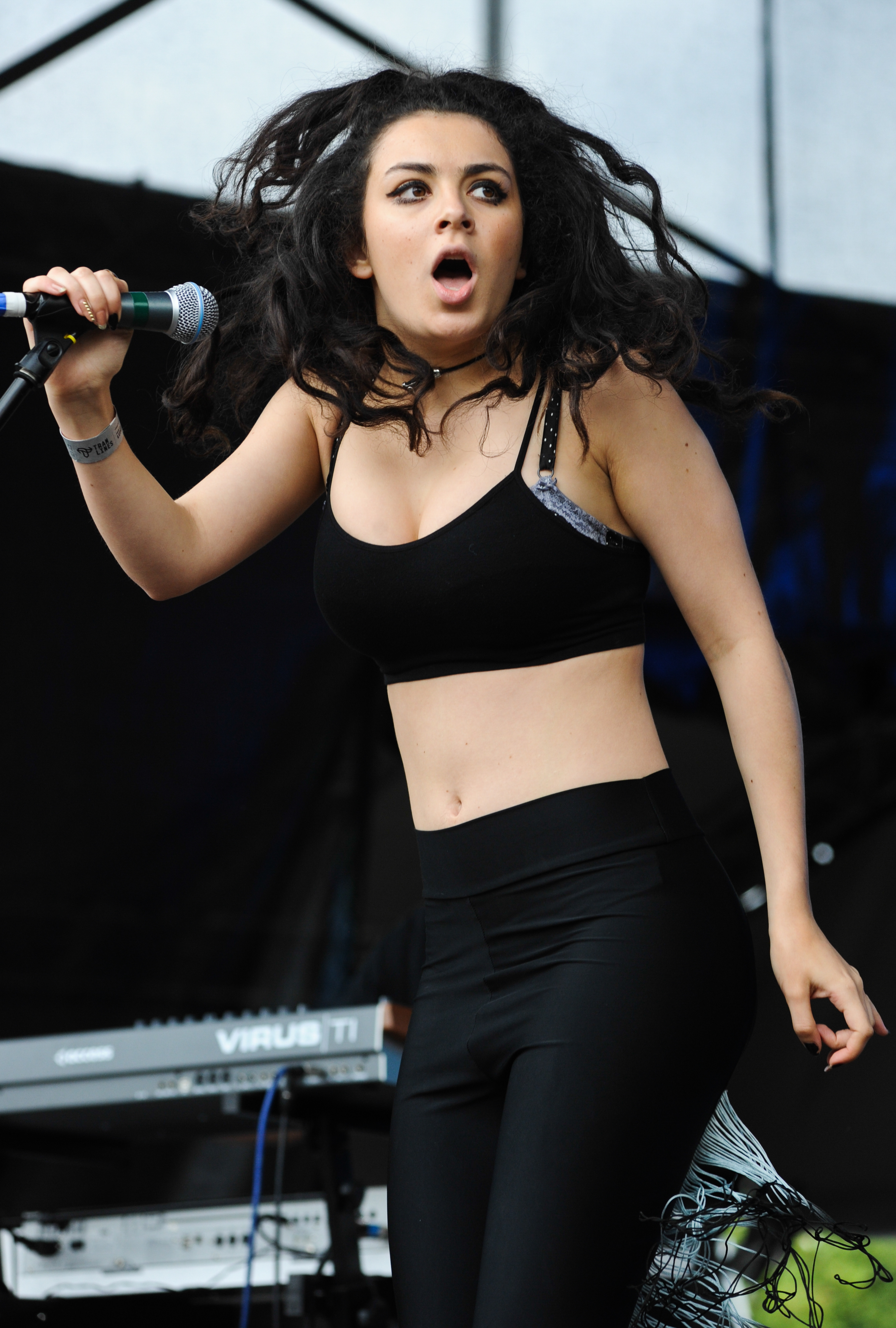
2012年

2012年5月、スウェーデンのエレクトロ・デュオ、アイコナ・ポップとの共作「アイ・ラブ・イット」をリリース。この曲がスウェーデン、イギリスのみならず、アメリカや日本でもヒットし、両組の出世作となる。
2013年にメジャー・デビュー・アルバム『トゥルー・ロマンス』を発表し、「ユー (ハ・ハ・ハ)」「ヌークリア・シーズンズ」などのシングルを生み出した。
2014年、アイコナ・ポップの、イギー・アゼリアの「ファンシー」に客演。
同年6月、映画『きっと、星のせいじゃない。』のサウンドトラックからのシングル「ブーム・クラップ」は、多くの国でトップ10入りした。映画の記録的な大ヒットと共にセールスを伸ばし、アメリカで8位、イギリスで6位、日本でも28位のヒットとなる。
2014年12月に2枚目のアルバム『SUCKER』をリリース。米ローリング・ストーン誌の2014年度年間ポップアルバム20で1位にランクインした。2作目のアルバムからは、「ブレイク・ザ・ルールズ」「ドゥーイング・イットfeat.リタ・オラ」「フェイマス」がシングル化された。
2016年に、EP『ヴィルーム・ヴィルーム』を発表し、シングル「アフター・ジ・アフターパーティー 2次会じゃまだ終われない!」を発売。スコットランドのプロデューサーSophieが全曲に関わっており、内容もエクスペリメンタルなダンス・ポップに接近したものとなった。10月に発売した米ラッパーLil Yachtyをゲストに迎えたシングル「After the Afterparty」がイギリスでスマッシュヒットを記録。
2017年3月にミックステープ「ナンバー1エンジェル」を発表。7月にシングル「Boys」をリリースし、ミュージックビデオと共に話題となる。同曲は批評家から絶賛を受け、NMEやガーディアン誌は年間ベストトラックの2位に選出した。12月15日にミックステープ『Pop 2』をリリースした。
2018年3月、2015年から制作していたアルバム「XCX World（仮）」の発売中止を発表。中止の原因は、17年夏に発生した未公開曲の大量漏洩だとされている。このアルバムはきゃりーぱみゅぱみゅ、ウィル・アイ・アムなどの著名アーティストが客演として参加していた。同年にはトロイ・シヴァンとのコラボレーション・シングル「1999」を発表。

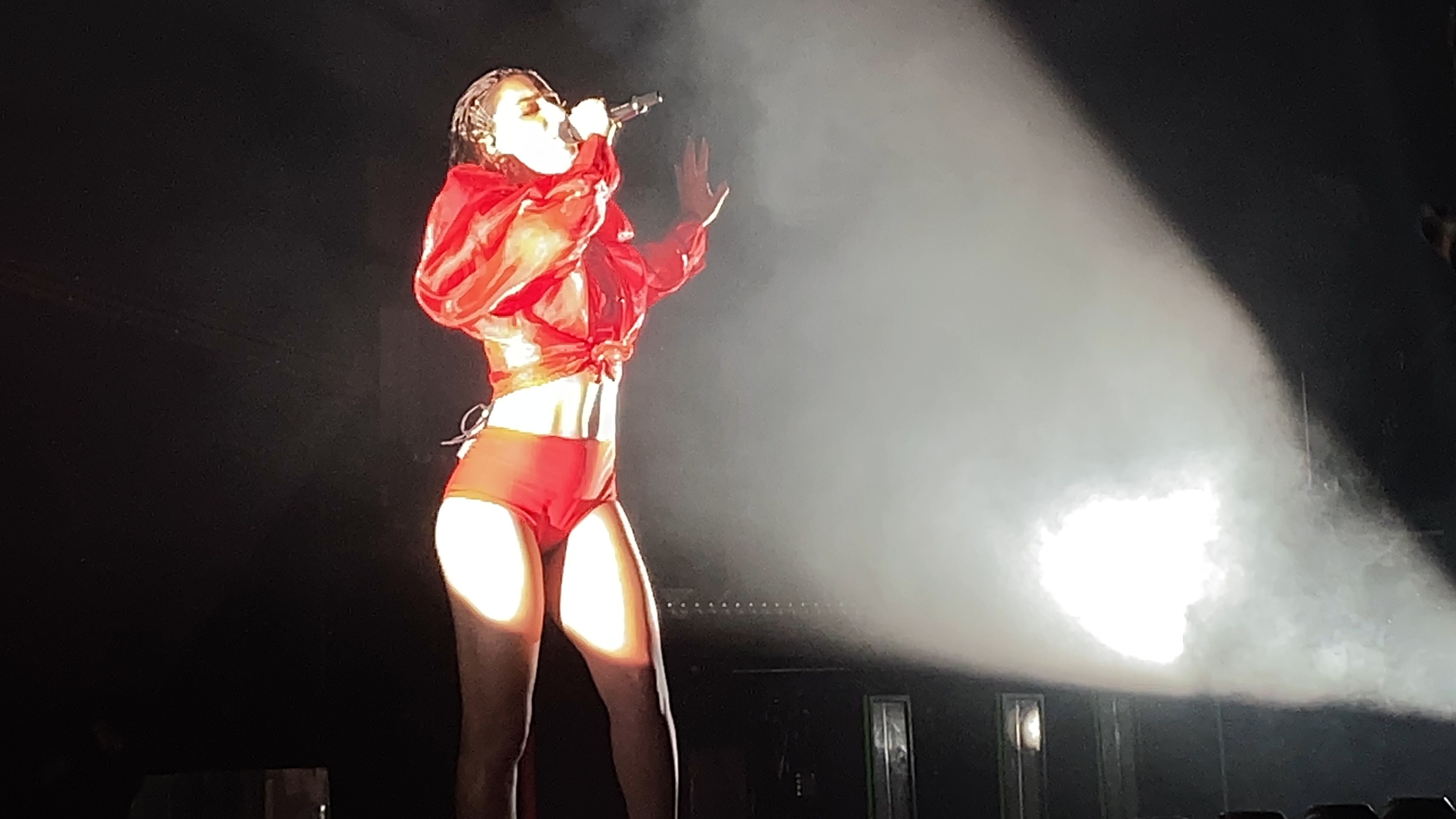
2019年

2019年9月13日、3作目のアルバム『Charli』をリリースする。アルバムは高く評価され、Variety誌は年間ベストアルバムの1位に選んだ。
2020年5月15日、4作目のアルバム『How I'm Feeling Now』をリリースする。この作品は新型コロナウイルスのクアランティン下で制作された。
2024年11月18日、ニューヨークのタイムズスクエアにサプライズで登場し、「365」などの曲をパフォーマンスしたが、曲の披露中、後ろのスクリーンで巨大な「PARTY GIRL」の文字が激しく点滅し続けた。これについててんかんなどを持つファンがいる可能性などを考えて事前に注意しておくべきだったのではないかと物議を醸した。
2025年のブリット・アワードでは全裸の上にシースルーのドレスを着用して登壇したことで非難されたが、それについて「ITVが私の乳首について苦情を言っていると聞いたわ。でも私たちは乳首を自由にする時代にいると思うの。」と釈明した。

## 音楽性と影響

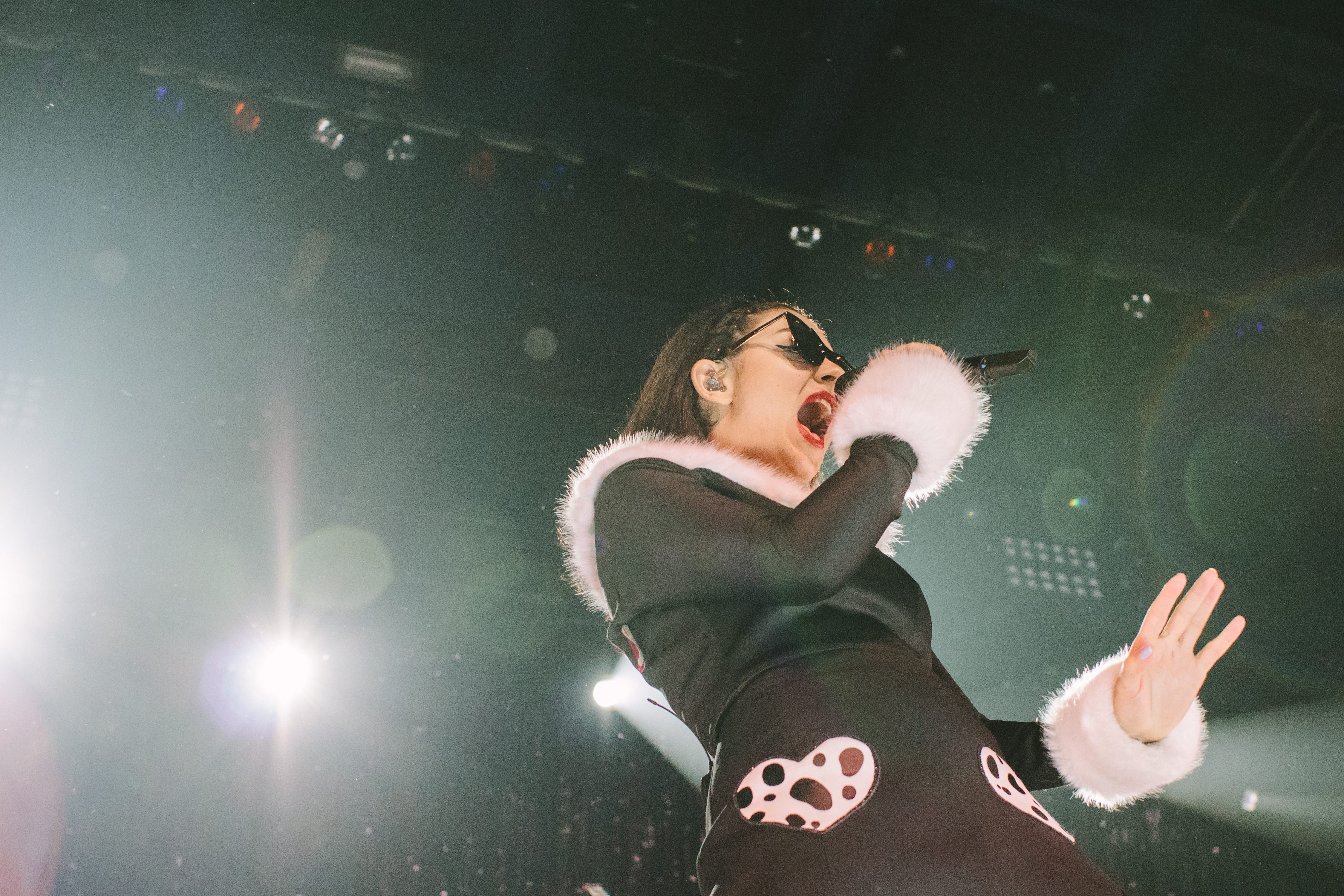
2014年

音楽ジャンルはエレクトロ・ポップ、ポップ・パンク、シンセ・ポップ、ダンス・ポップ、ゴシック・ポップ、ギターポップ である。初期にはダーク・ウェイヴとウィッチハウスの融合が見られたが、「ヴィルーム・ヴィルーム」は、バブルガム・ポップとベース・ミュージックの要素をサウンドに含んだアヴァンギャルド・ミュージックの方向性を探求していたと言われている。
ブリトニー・スピアーズ、シャンプー、ノー・ダウト、t.A.T.u.、ザ・ドナス、ビキニ・キル、マルティカ、ザ・キュアー、ザ・フェミニン・コンプレックス、スージー・アンド・ザ・バンシーズ、ドナ・サマー、マリリン・マンソン、ブレッド、スパイス・ガールズ、アフィ、ブルーク・キャンディー、リル・ウェイン、ケイト・ブッシュ、「ツイン・ピークス」、パリス・ヒルトン、ジャスティス、クリスタル・キャッスルズ、カルヴィン・ハリス、ビョーク、クエンティン・タランティーノ、スージー・スーに影響を受けた。「主人公としてのスージー・スー」とし、「お気に入りのポップ・ガール」としてリアーナの名前を挙げた。ザ・ハイヴス、ウィーザー、ラモーンズ、1960年代のイエイエは、セカンド・アルバムに影響を与えた。「最高の芸術家は絶えず変化する―マドンナ、デヴィッド・ボウイ。」と語り、「夢のコラボレーションは、ビョーク、ケイト・ブッシュ、さらにディオンヌ・ワーウィック」と明かしている。
好きな曲は、ロバート・パーマーの「恋におぼれて」、P.M.ドーンの「セット・アドリフト・オン・メモリー・ブリス」、アフィの「リッキー」、バウ・ワウ・ワウの「フールズ・ラッシュ・イン」、セルジュ・ゲンスブールの「イニシャルB.B.」、ザ・キュアーの「ジャスト・ライク・ヘブン」、パリス・ヒルトンの「スターズ・アー・ブラインド」、ブリトニー・スピアーズの「ギミ・モア」と「ピース・オブ・ミー」。チャーリーの声はグウェン・ステファニー、マリーナ・アンド・ザ・ダイアモンズのそれと比較される。
音から色への共感覚を持っており、「私は色で音楽を見て、黒、ピンク、紫、赤の音楽を愛するが、緑、黄色、茶色の音楽は嫌いだ」と主張している。また、自分自身をフェミニストとみなしており、「フェミニストの声明」として楽曲「ボディ・オブ・マイ・オウン」を書いた。BBC 3で放送された男女同権に関するドキュメンタリー「ザ・ワード・アンド・ミー」を指揮した。

## ディスコグラフィ

### アルバム
| 年                                        | タイトル            | アルバム詳細 | チャート最高位 | チャート最高位 | チャート最高位 | チャート最高位 | チャート最高位 | チャート最高位 | チャート最高位 | チャート最高位 | チャート最高位 | チャート最高位 | チャート最高位 | 認定 |
| 年                                        | タイトル            | アルバム詳細 | UK             | AUS            | AUT            | BEL            | FRA            | GER            | IRE            | JPN            | NZ             | SWI            | US             | 認定 |
| ----------------------------------------- | ------------------- | --- | -------------- | -------------- | -------------- | -------------- | -------------- | -------------- | -------------- | -------------- | -------------- | -------------- | -------------- | ---- |
| 2013                                      | True Romance        | - 発売日: 2013年8月12日 - レーベル: Asylum, Atlantic - フォーマット: CD, LP, digital download - 全米売上: 1.2万枚 | 85             | —              | —              | —              | —              | —              | —              | —              | —              | —              | -              |      |
| 2014                                      | Sucker              | - 発売日: 2014年12月15日 - レーベル: Asylum, Atlantic - フォーマット: CD, LP, digital download - 世界売上: 85万枚 | 15             | 53             | 44             | 61             | 42             | 57             | 17             | 70             | —              | 33             | 28             |      |
| 2019                                      | Charli              | - 発売日:2019年9月13日 - レーベル: Atlantic - フォーマット: CD, LP, Digital download, Streaming                   | 14             | 7              | 73             | 55             | 92             | 91             | 21             | 86             | 26             | 54             | 42             |      |
| 2020                                      | How I'm feeling now | - 発売日: 2020年5月15日 - レーベル: Atlantic - フォーマット: CD, LP, Digital download, Streaming                  | 33             | 37             | —              | 106            | —              | 100            | 27             | —              | 40             | —              | 111            |      |
| 2022                                      | Crash               | - 発売日: 2022年3月18日 - レーベル: Atlantic - フォーマット: CD, LP, Digital download, Streaming, Casette         | 1              | 1              | 9              | 11             | 53             | 19             | 1              | ー             | 2              | 19             | 7              |      |
| 2024                                      | Brat                | - 発売日: 2024年6月7日 - レーベル: Atlantic - フォーマット: CD, LP, Digital download, Streaming, Casette          | 2              | 3              | ー             | 6              | ー             | 8              | 3              | ー             | 4              | 10             | 3              |      |
| "—"は未発売またはチャート圏外を意味する。 |                     | |                |                |                |                |                |                |                |                |                |                |                |      |

### EP
- You're the One（2012年）
- iTunes Festival: London 2012（2012年）
- Vroom Vroom（2016年）

### ミックステープ
- Heartbreaks and Earthquakes（2012年）
- Super Ultra（2012年）
- Number 1 Angel（2017年）
- Pop 2（2017年）

### シングル
- !Franchesckaar!（2008年）
- Emelline/Art Bitch（2008年）
- Stay Away（2011年）
- Nuclear Seasons（2011年）
- You're the One（2012年）
- You (Ha Ha Ha) （2013年）
- What I Like（2013年）
- Superlove（2013年）
- Boom Clap（英語版）（2014年）
- Break The Rules（2014年）
- Doing It (featuring Rita Ora) （2015年）
- Famous（2015年）
- After the Afterparty (featuring Lil Yachty) （2016年）
- Boys（2017年）
- Out of My Head (featuring Tove Lo and Alma) （2017年）
- 5 in the Morning（2017年）
- Focus（2017年）
- No Angel（2018年）
- Girls Night Out（2018年）
- 1999 (with Troye Sivan) （2018年）
- Forever（2020年）
- Claws（2020年）
- I finally understand（2020年）
- Spinning (with No Rome and The 1975) （2021年）
- Xcxoplex (with A. G. Cook) （2021年）
- Good Ones （2021年）
- New Shapes (featuring Christine and the Queens and Caroline Polachek) （2021年）
- Beg for You （2022年）
- Baby （2022年）
- Used to Know Me （2022年）
- Hot In It (with Tiësto) （2022年）
- Hot Girl （2022年）
- Speed Drive （2023年）
- In the City (with Sam Smith) （2023年）
- Von Dutch （2024年）
- 360 （2024年）

### 客演参加シングル
- Starkey 『Lost in Space』（2011年）
- Alex Metric 『End of the World』（2011年）
- Icona Pop 『I Love It』（2012年）
- J£ZUS MILLION 『Illusions of』（2013年）
- Iggy Azalea 『Fancy』（2014年）
- Ty Dolla Sign 『Drop That Kitty』 feat. Tinashe（2015年）
- Mr Oizo 『Hands in the Fire』（2015年）
- 中田ヤスタカ「Crazy Crazy」（2017年）
- Mura Masa 「1 Night」（2017年）
- Whethan 「Love Gang」 （2017年）
- David Guetta and Afrojack 「Dirty Sexy Money」 feat. French Montana （2017年）
- Rita Ora 「Girls」 feat. Cardi B, Bebe Rexha （2018年）
- Tove Lo 「Bitches」 feat. Icona Pop, Elliphant, Alma （2018年）
- Herve Pagez and Diplo 「Spicy」（2019年）
- Brooke Candy 「XXXTC」 feat. Maliibu Miitch （2019年）
- Pabllo Vittar 「Flash Pose」 （2019年）
- 100 gecs 「Ringtone (remix)」 feat. Rico Nasty and Kero Kero Bonito （2020年）
- Bladee and Mechatrok 「Drama (remix)」 （2021年）
- Joel Corry and Jax Jones 「Out Out」 feat. Saweetie （2021年）

### 客演参加曲
- Ocelot 『Your Eyes』（『No Requests』収録）（2010年）
- Benga 『Smile』（『Chapter II』収録）（2013年）
- Danny Brown『Float On』（『Old』収録）（2013年）
- Simon Le Bon 『Kingdom』（サントラ『The Hunger Games: Mockingjay – Part 1』収録）（2014年）
- Madeon 『OK』（『Adventure』収録）（2015年）
- Giorgio Moroder『Diamonds』（『74 Is the New 24』収録）（2015年）

### コラボレーション
- Marina and the Diamonds ＆ Charli XCX 『Just Desserts』（2013年）
- Universal Studios × Galantis & Charli XCX 『We Are Born To Play』 (2021年)

### ソングライティング
- Neon Jungle『So Alive』（『Welcome to the Jungle』収録）（2014年）
- Ryn Weaver『OctaHate』（『Promises』収録）（2014年）
- Buckcherry『Say Fuck It』（『Fuck』収録）（2014年）
- James Blunt 『When I Find Love Again』（『Moon Landing (Apollo Edition)』収録）（2014年）
- Bella Thorne 『Boyfriend Material』（『Jersey』収録）（2014年）
- Iggy Azalea featuring MØ 『Beg For It』（『Reclassified』収録）（2014年）
- Gwen Stefani 『Hard 2 Love』（2015年）
- Gwen Stefani『Hell Yeah Baby』（2015年）
- Selena Gomez『Same Old Love』（2015年）
- will.i.am (featuring Pia Mia)『Boys & Girls』（2016年）
- Rita Ora＆Sigala 『You For Me』（2021年）